# Liste de sites d'art rupestre en Amérique
Cet article recense les sites pétroglyphiques en Amérique.

## Liste

### Amérique du Nord

#### Canada
- Alberta :
  - Parc provincial de Writing-on-Stone / Áísínai'pi[1]
- Colombie-Britannique :
  - Parc provincial de Petroglyph[2]
  - Parc provincial de Sproat Lake
  - Stuart Lake
- Nouvelle-Écosse :
  - Parc national de Kejimkujik
- Ontario :
  - Provincial Parkde Petroglyphs
- Québec :
  - Parc de la Rive
  - Rocher à l'Oiseau[3]

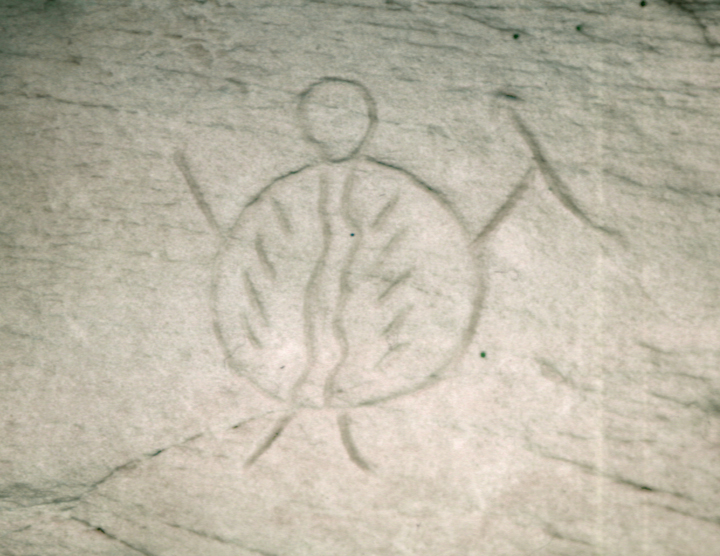
Parc provincial de Writing-on-Stone, Alberta
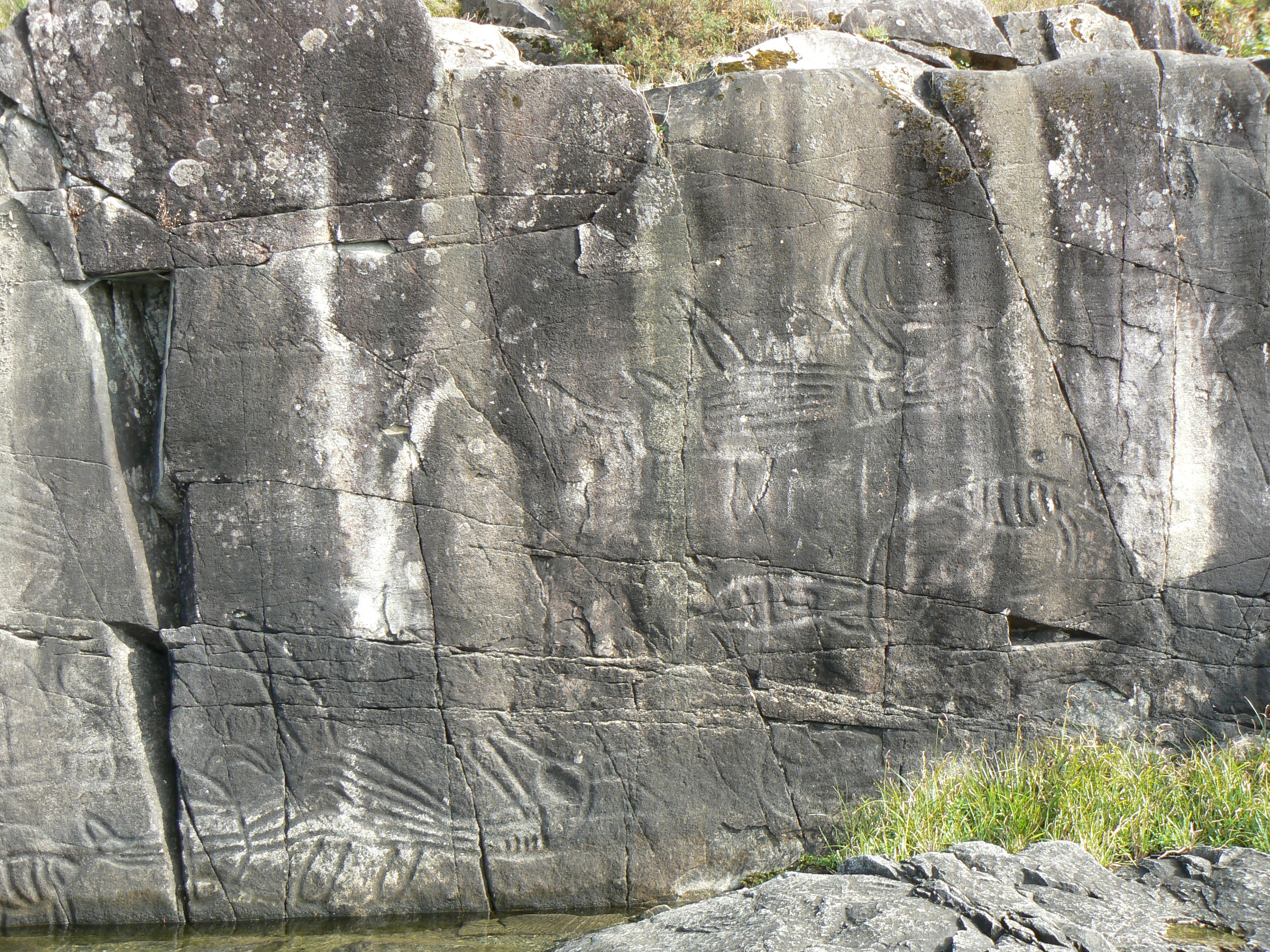
Parc provincial de Sproat Lake, Colombie-Britannique
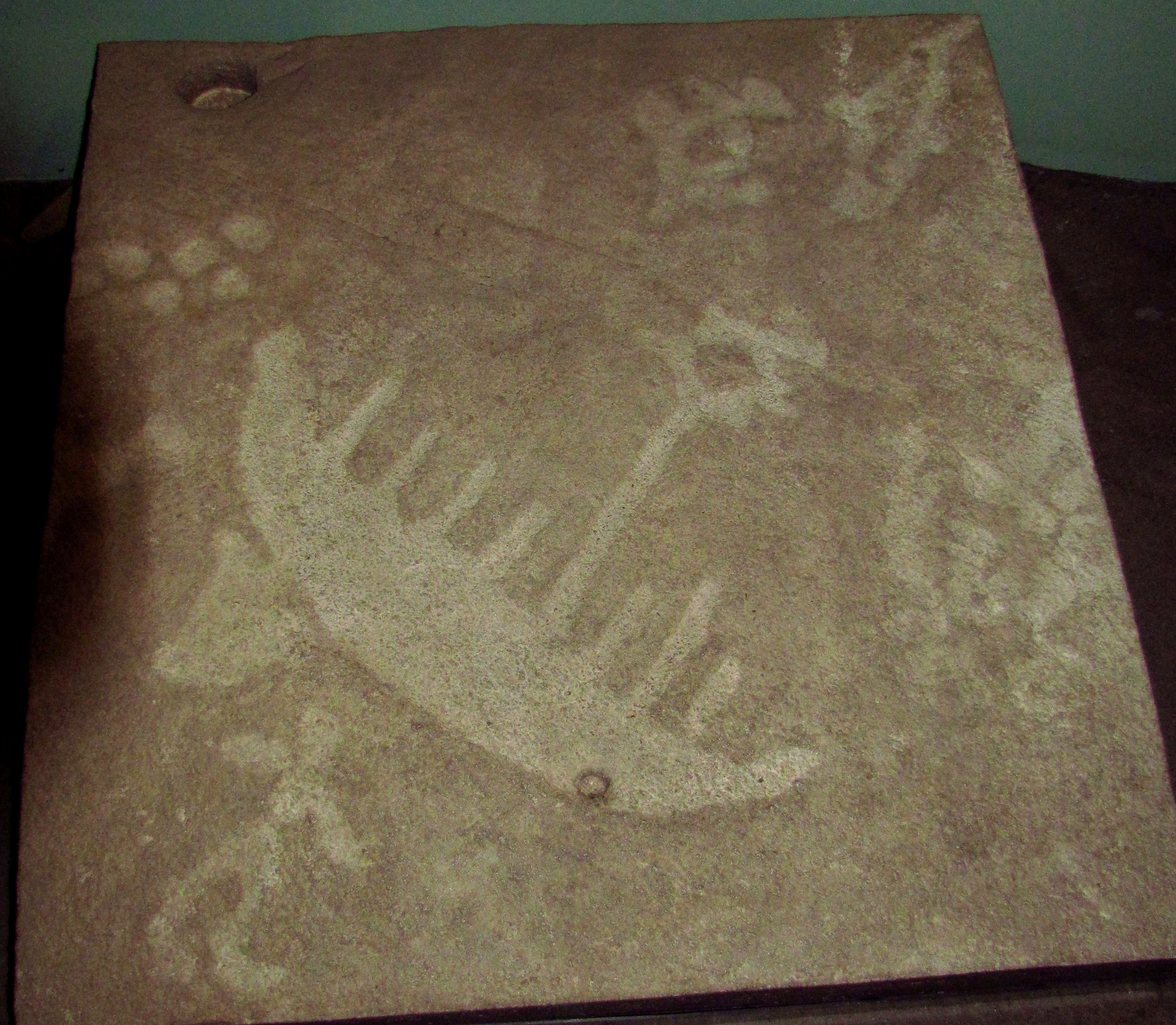

#### États-Unis
- Arizona :
  - Parc national de Petrified Forest (Painted Desert Petroglyphs and Ruins Archeological District)
  - Picture Canyon, Flagstaff
  - Sedona
  - Parc de South Mountain, Arizona
  - Parc régional de White Tank Mountain, Waddell
- Arkansas :
  - Parc d'État de Petit Jean
- Californie :
  - Corn Springs, désert du Colorado
  - Coso Rock Art District, chaînon Coso, nord du désert des Mojaves[4]
  - Monument national de Lava Beds, lac Tule
  - Ring Mountain, comté de Marin
  - Parc national de la vallée de la Mort
- Colorado :
  - Monument national de Dinosaur
  - Dominguez Canyon Wilderness
- Dakota du Nord :
  - Site historique d'État de Writing Rock
- District de Columbia :
  - Parc d'État de Horsethief Lake
- Kansas :
  - Parc d'État de Kanopolis
- Massachusetts :
  - Rocher de Dighton
- Michigan :
  - Parc d'État historique des pétroglyphes de Sanilac
- Minnesota :
  - Pétroglyphes de Jeffers
- Nevada :
  - Grimes Point[5]
  - Red Rock Canyon
  - Zone de conservation nationale de Sloan Canyon
  - Valley of Fire
- Nouveau-Mexique :
  - Monument national de Petroglyph
  - Pétroglyphes de Three Rivers[6]
  - Puye Cliff Dwellings
- Ohio :
  - Pétroglyphes de Barnesville
  - Pétroglyphes de Leo[7]
- Oregon :
  - Pétroglyphes de Picture Rock Pass (en) (Comté de Lake (Oregon))
- Texas :
  - Seminole Canyon
- Utah :
  - Parc national des Arches
  - Parc national de Capitol Reef
  - Monument national de Dinosaur
  - Monument historique d'État de Newspaper Rock
  - Rochester Rock Art Panel
- Virginie :
  - Paintlick Mountain, Tazewell[8]
- Virginie-Occidentale :
  - Pétroglyphes de Virginie-Occidentale
- Washington :
  - Parc d'État de Columbia Hills[9]
  - Parc national Olympique
- Wisconsin :
  - Pétroglyphes de Lemonweir
- Wyoming :
  - Legend Rock, Thermopolis

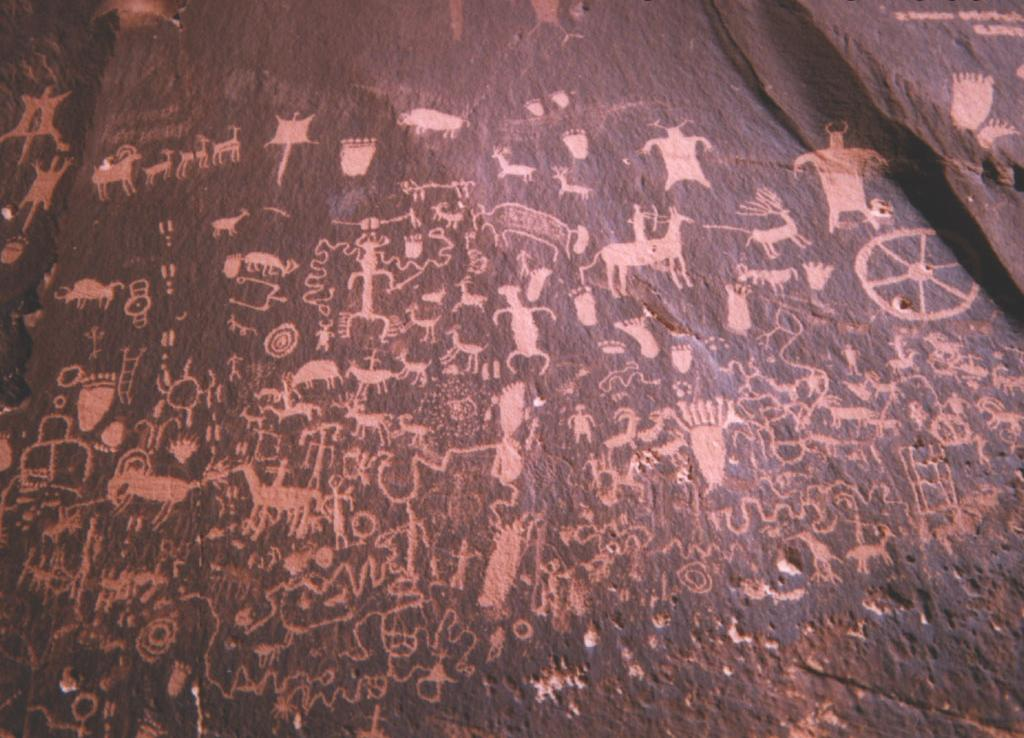
Pétroglyphes sur Newspaper Rock State Historic Monument
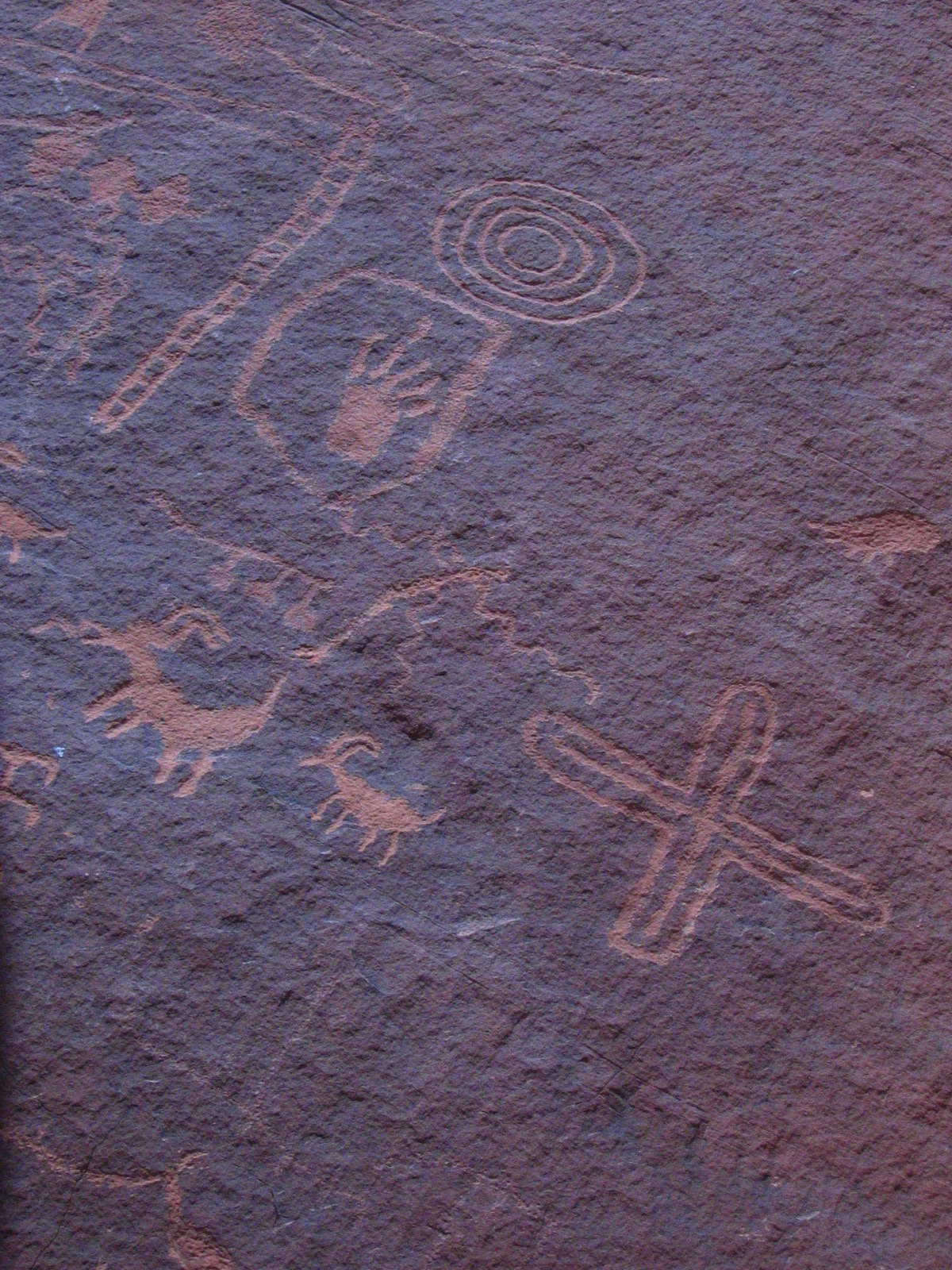
Pétroglyphes amérindiens dans la Valley of Fire, Nevada. Ils auraient au moins 4000 ans
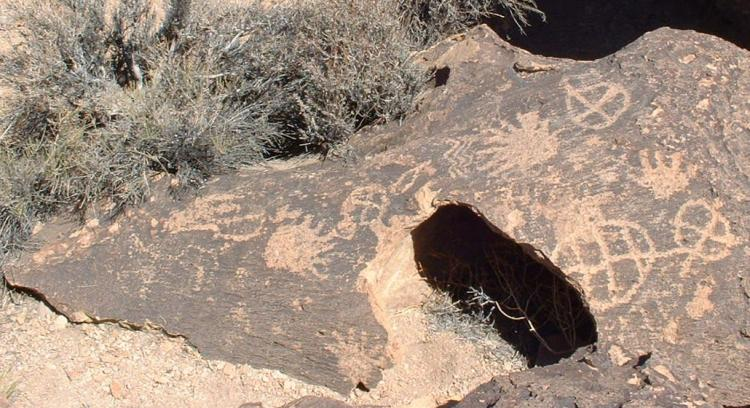
Pétroglyphes, est de la Californie
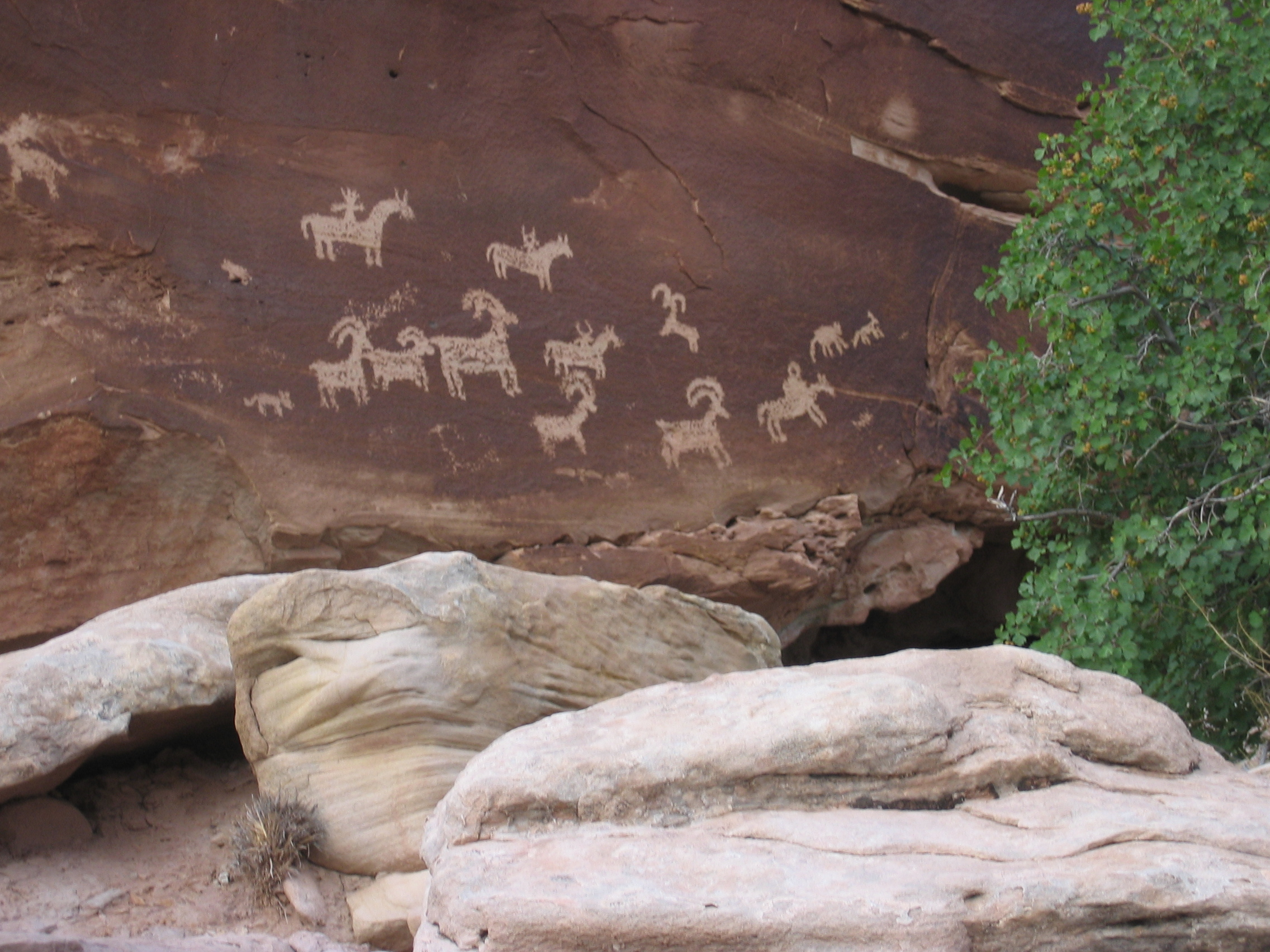
Parc national des Arches, Utah
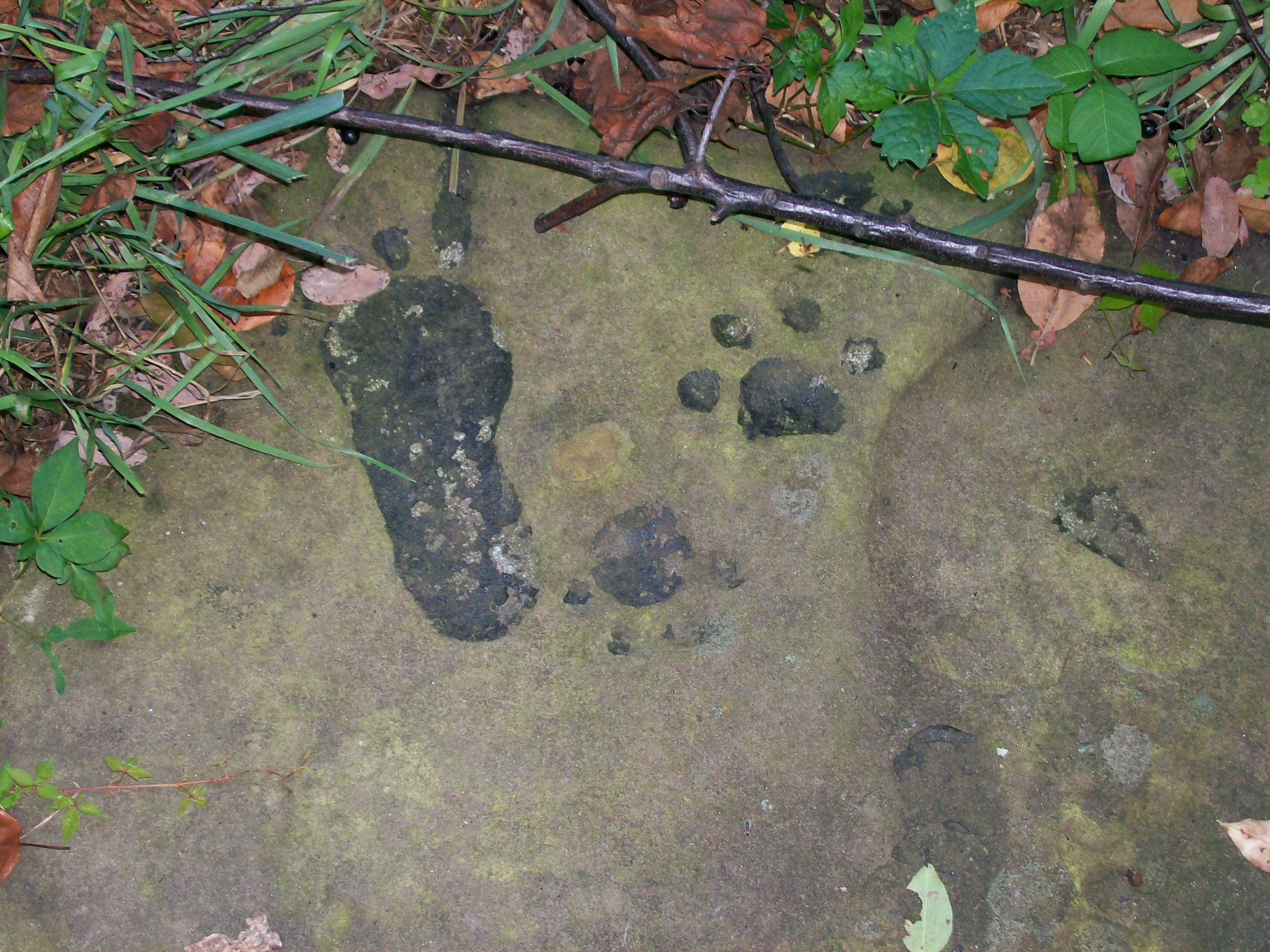
Barnesville, Ohio
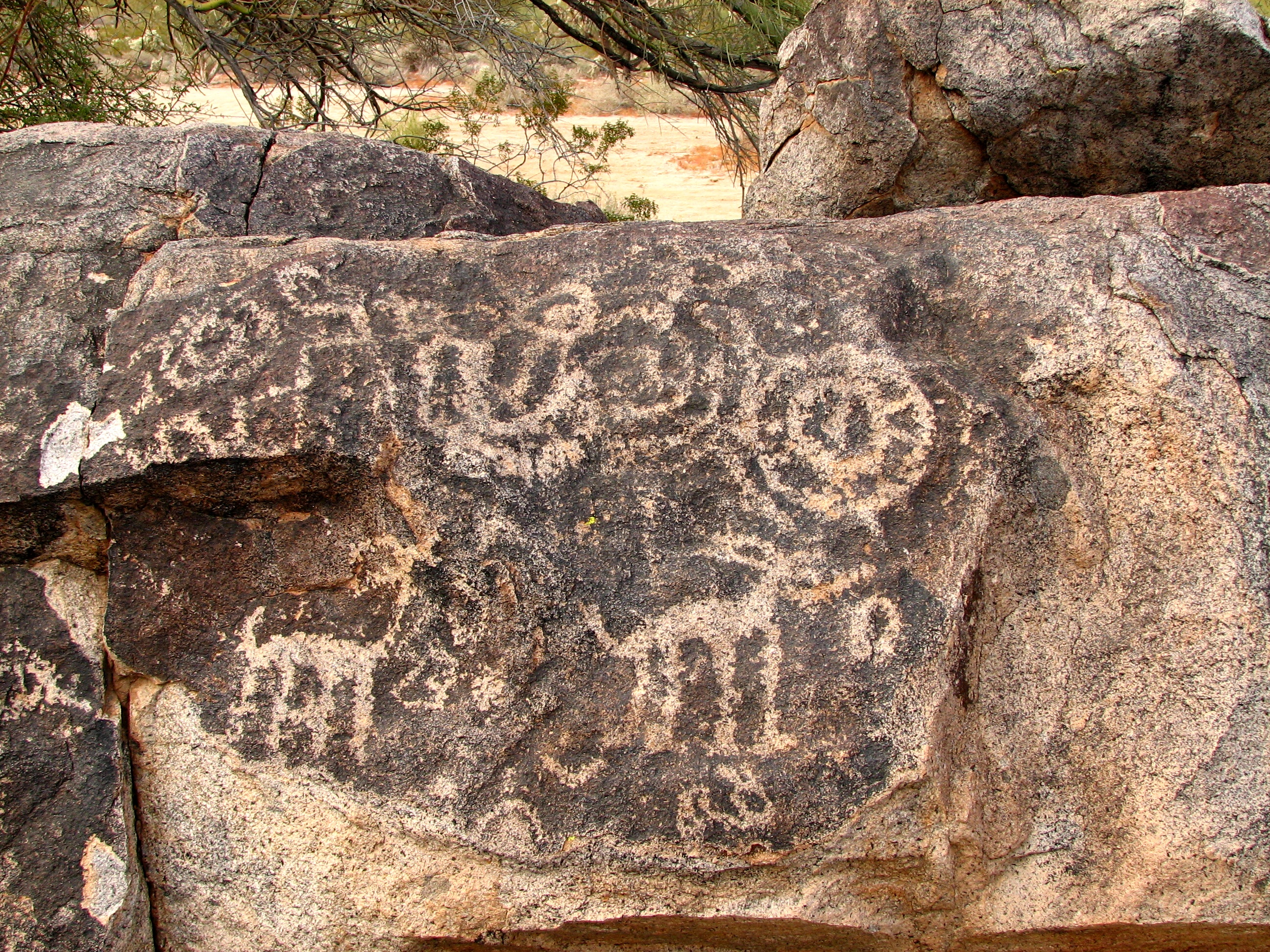
Arizona
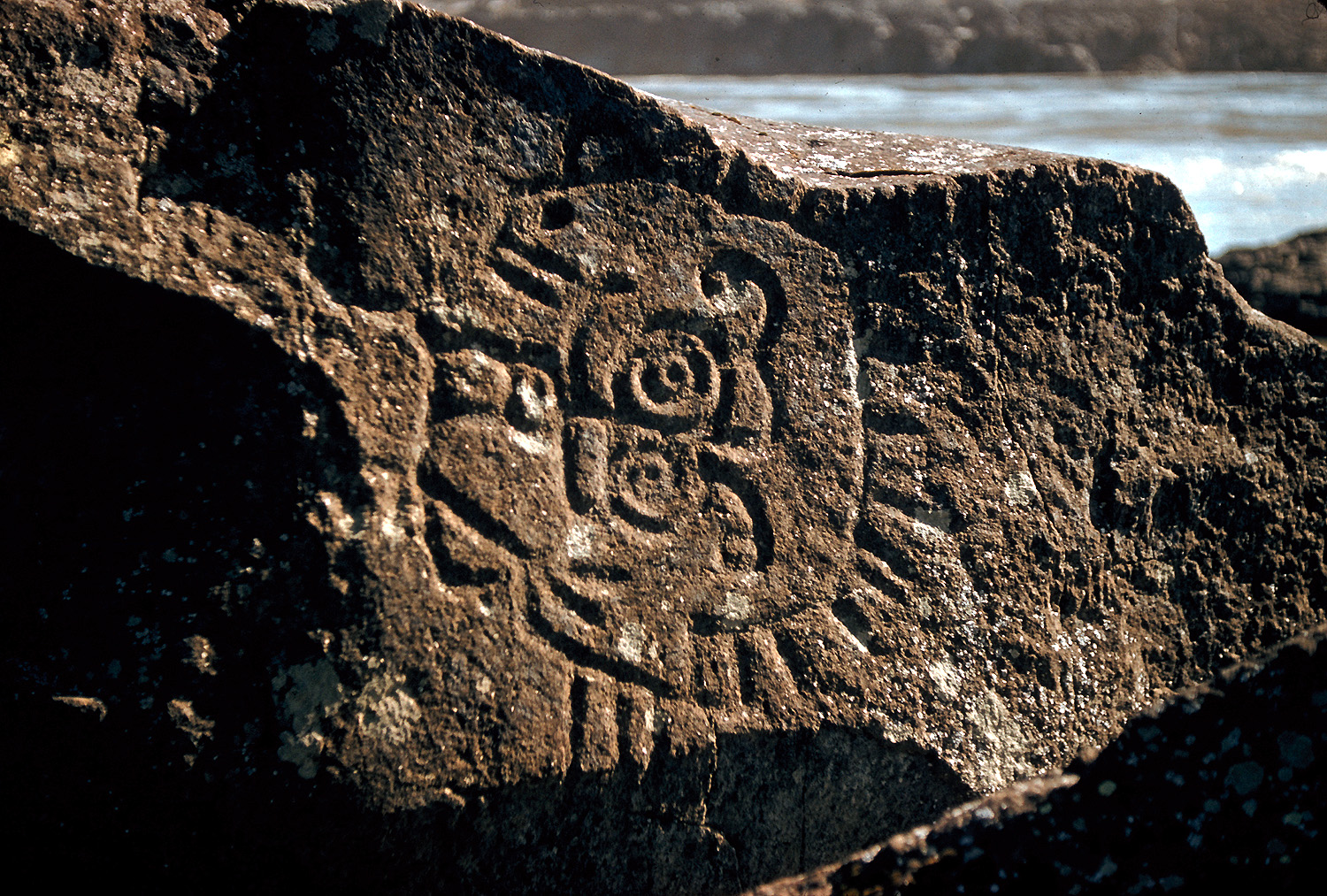
Gorge du Columbia, Washington
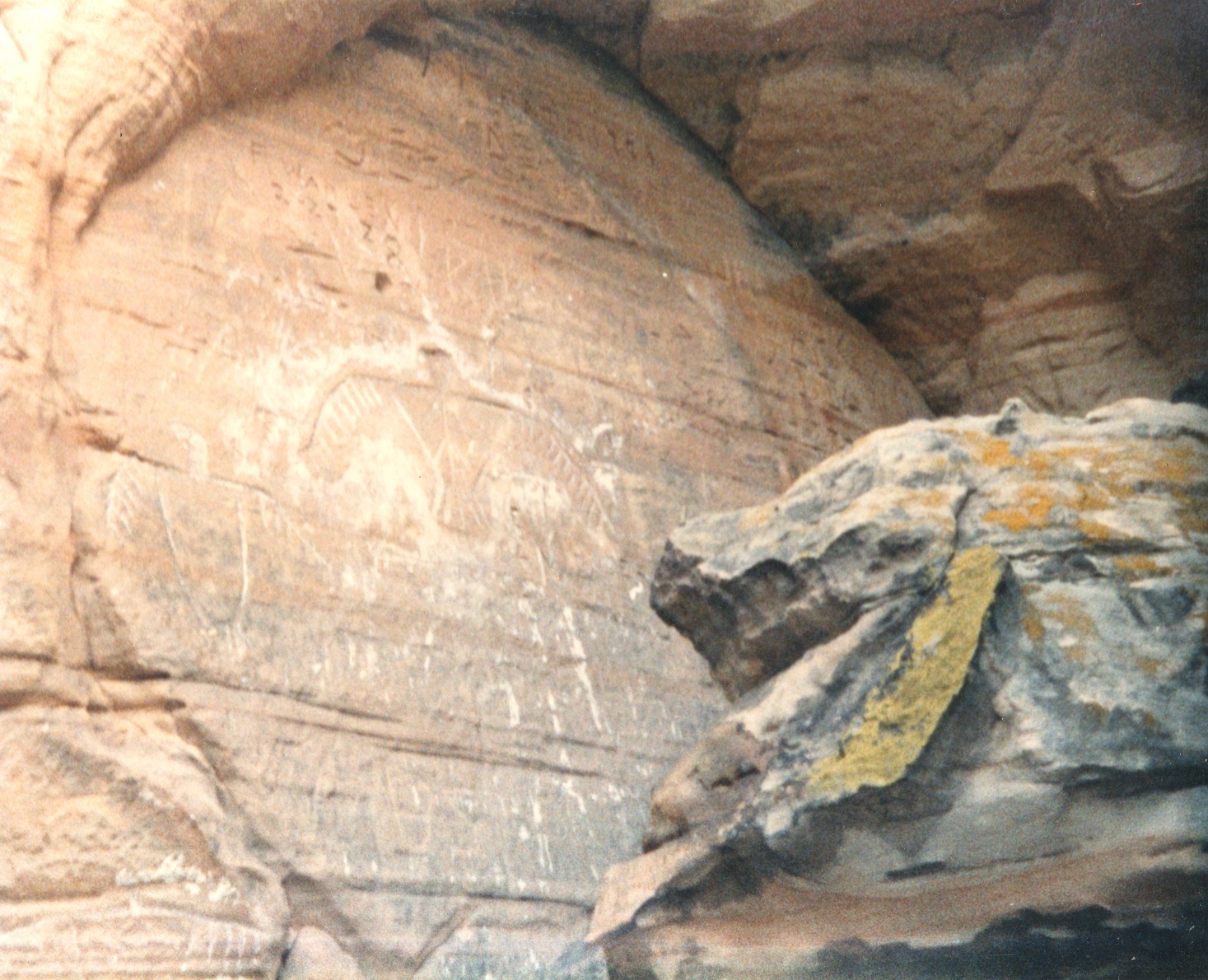
Pétroglyphes de Lemonweir, Wisconsin
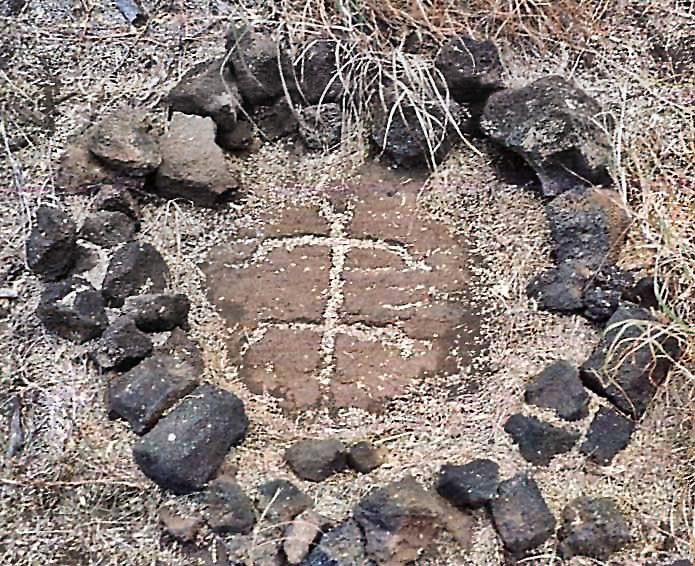
Côte ouest de Hawaï

#### Mexique

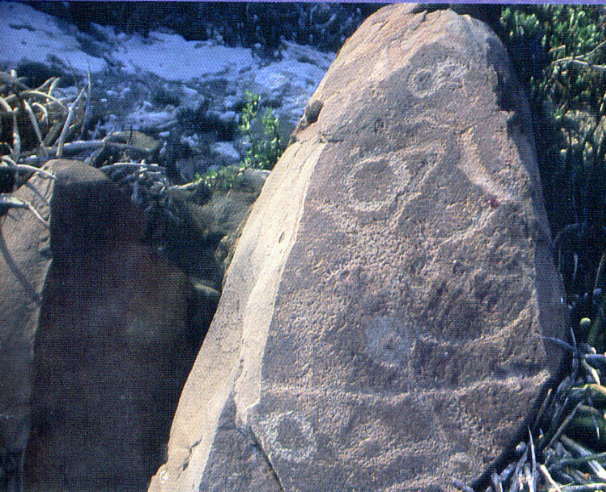
Boca de Potrerillos
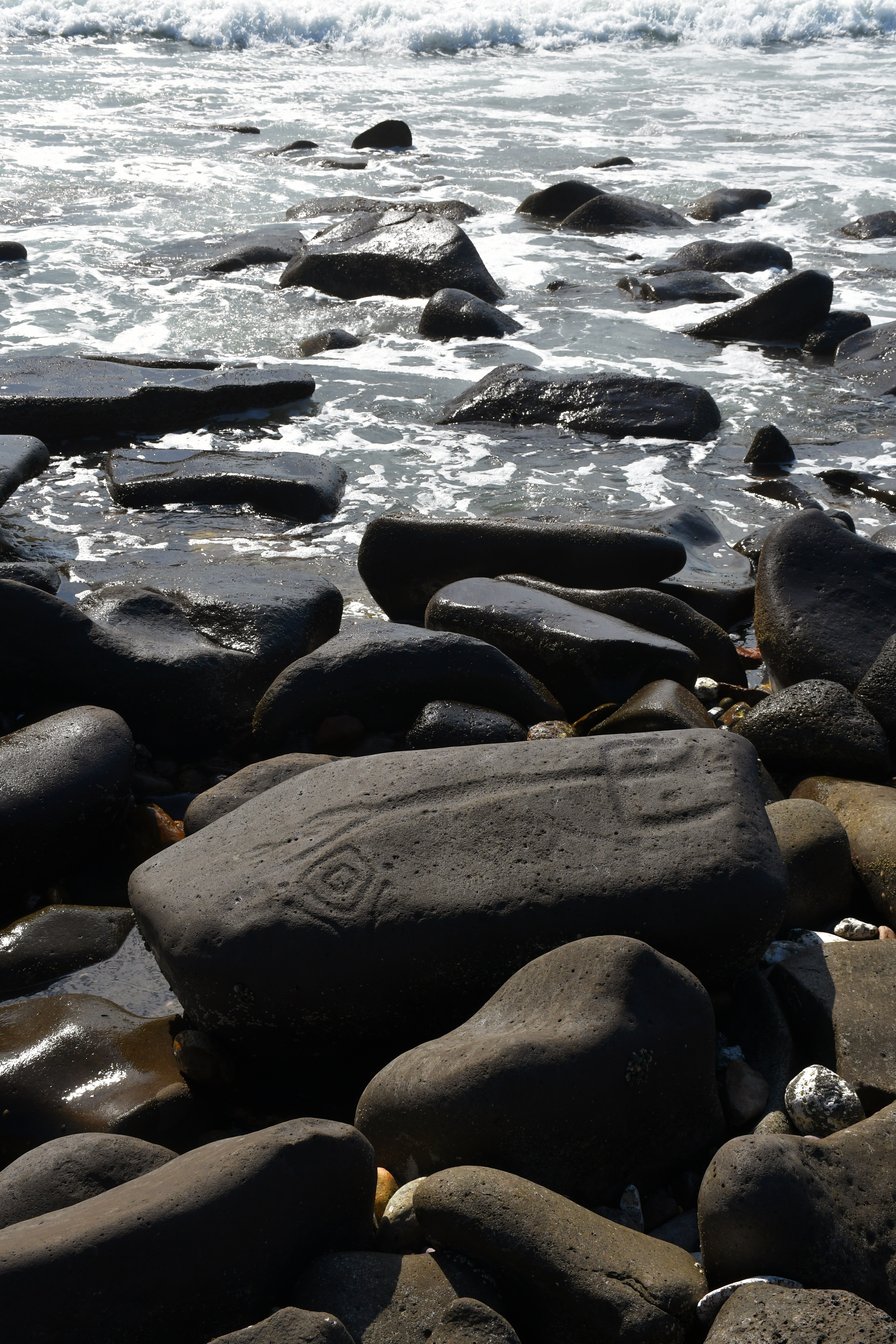
Las Labradas (7)
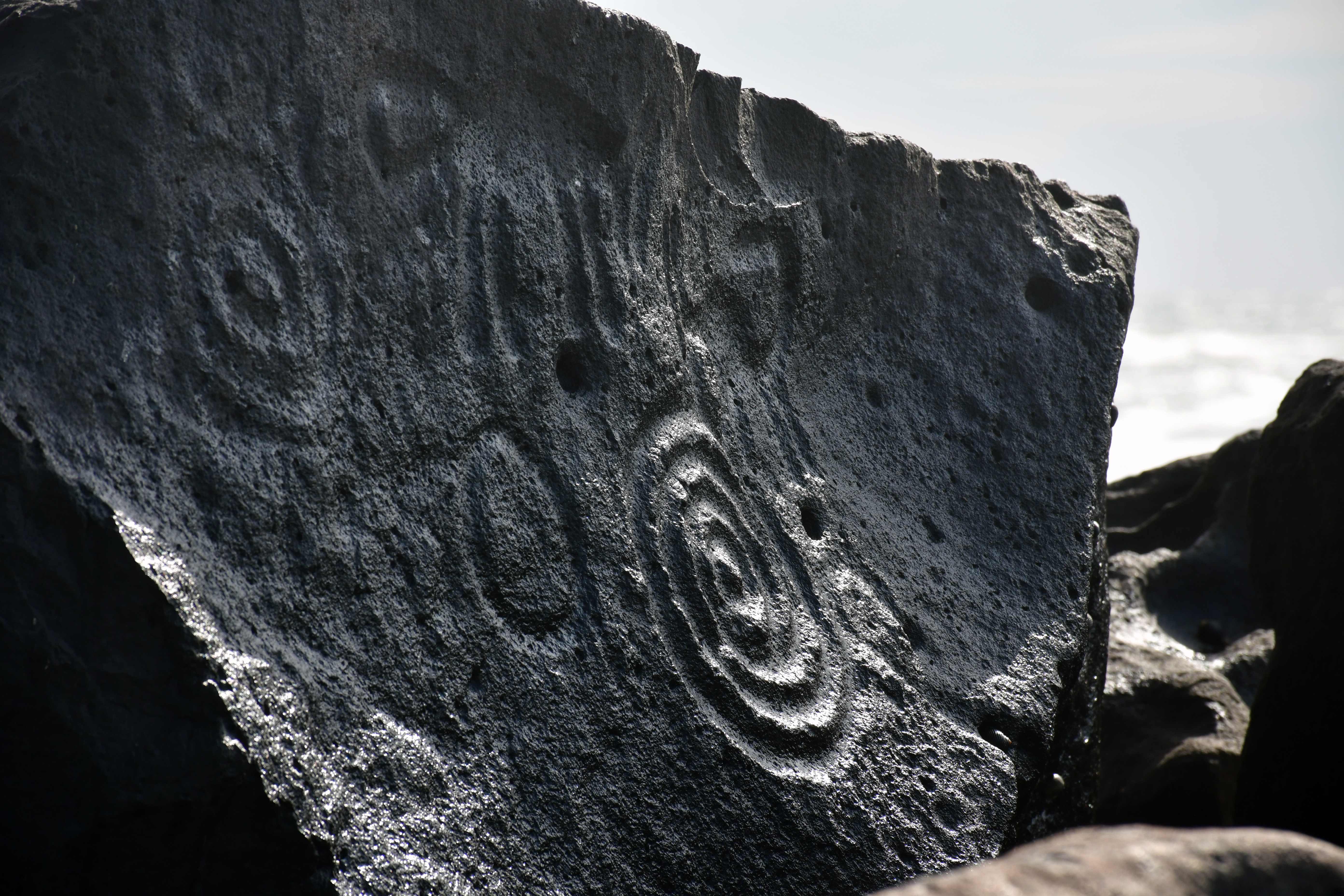
Las Labradas (12)
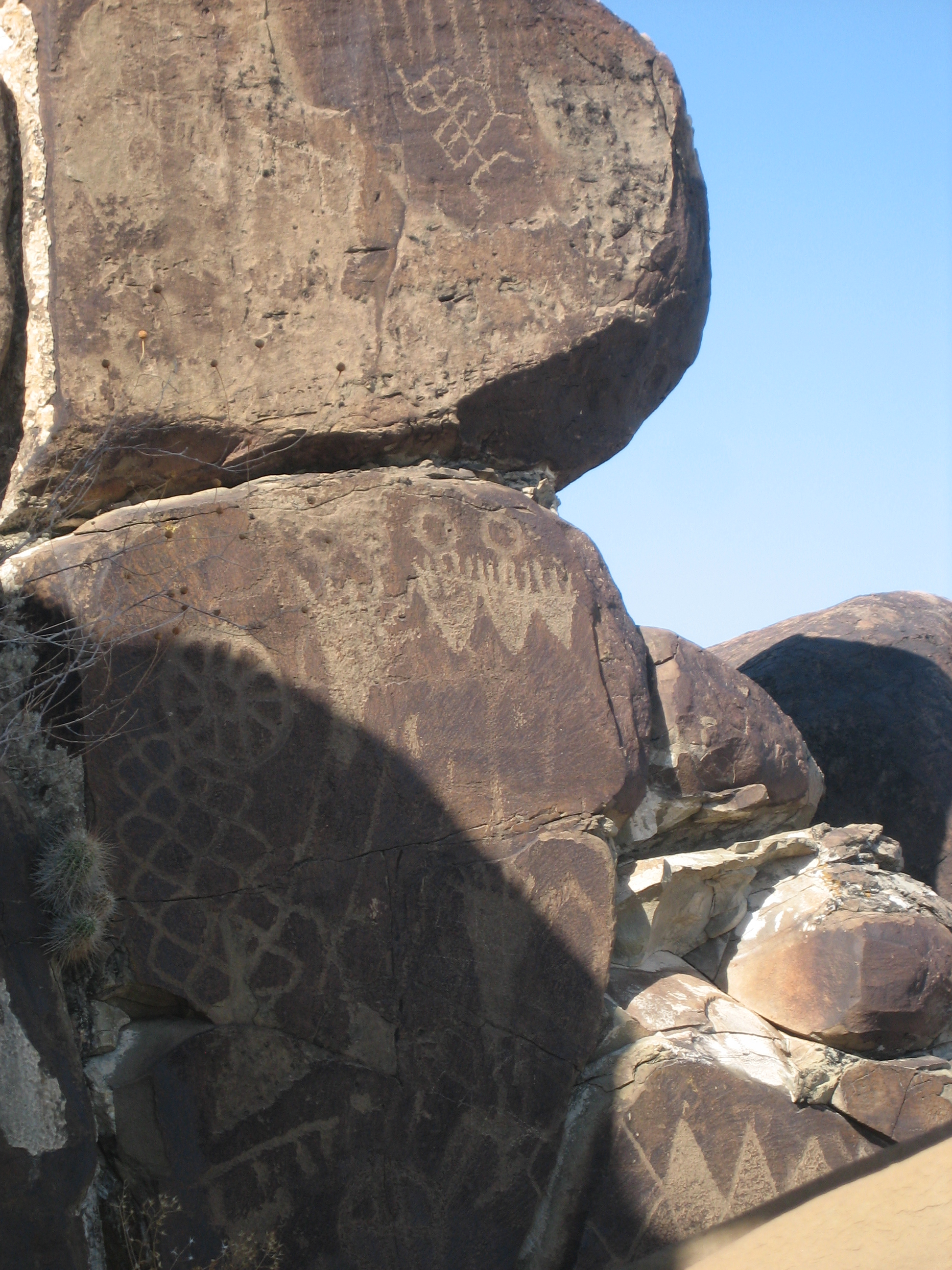
Pétroglyphes près de Parras, Coahuila

- Chihuahua : Médanos de Samalayuca (es), Samalayuca, Juarez
- Coahuila : près de Parras
- Guanajuato : Cuenca del Río Victoria, près de Xichú
- Nuevo León :
  - Boca de Potrerillos (es), Mina
  - Chiquihuitillos (es), Mina
  - Cueva Ahumada (es)
- Sinaloa : Las Labradas
- Sonora : La Proveedora (es), Caborca

### Amérique centrale

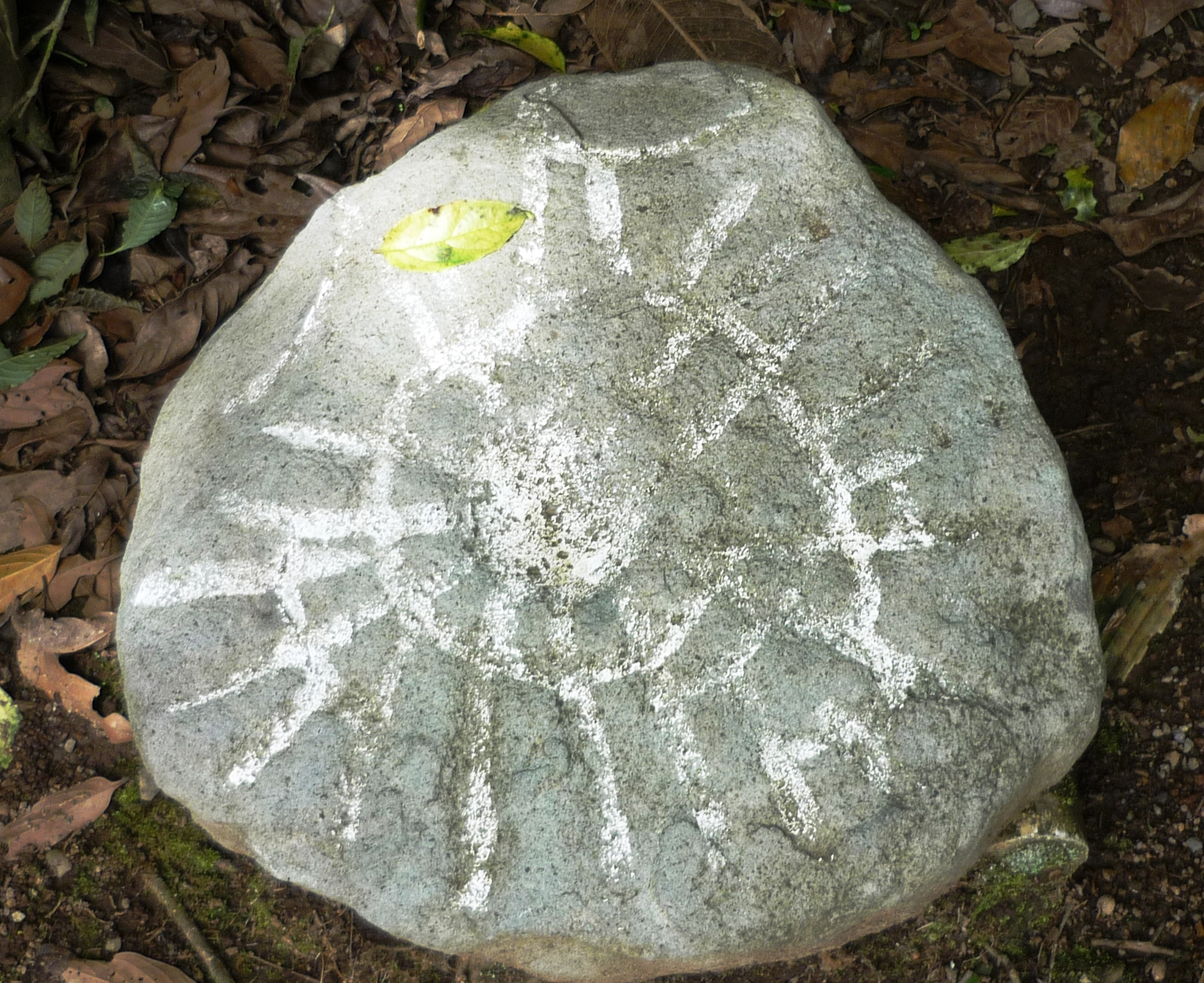
Guayabo (Costa Rica)
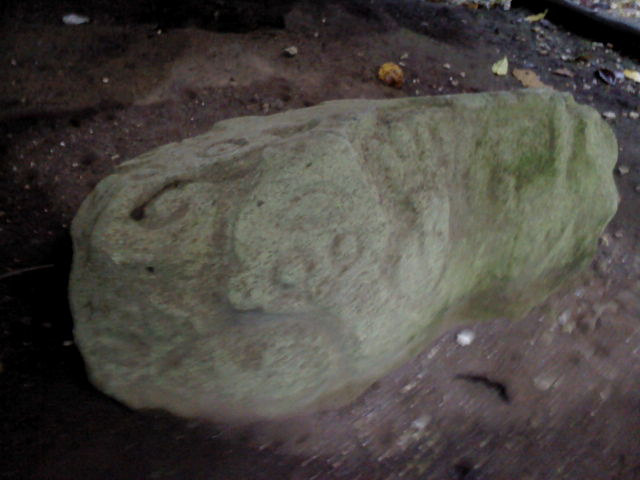
Jaguar, Guayabo (Costa Rica)
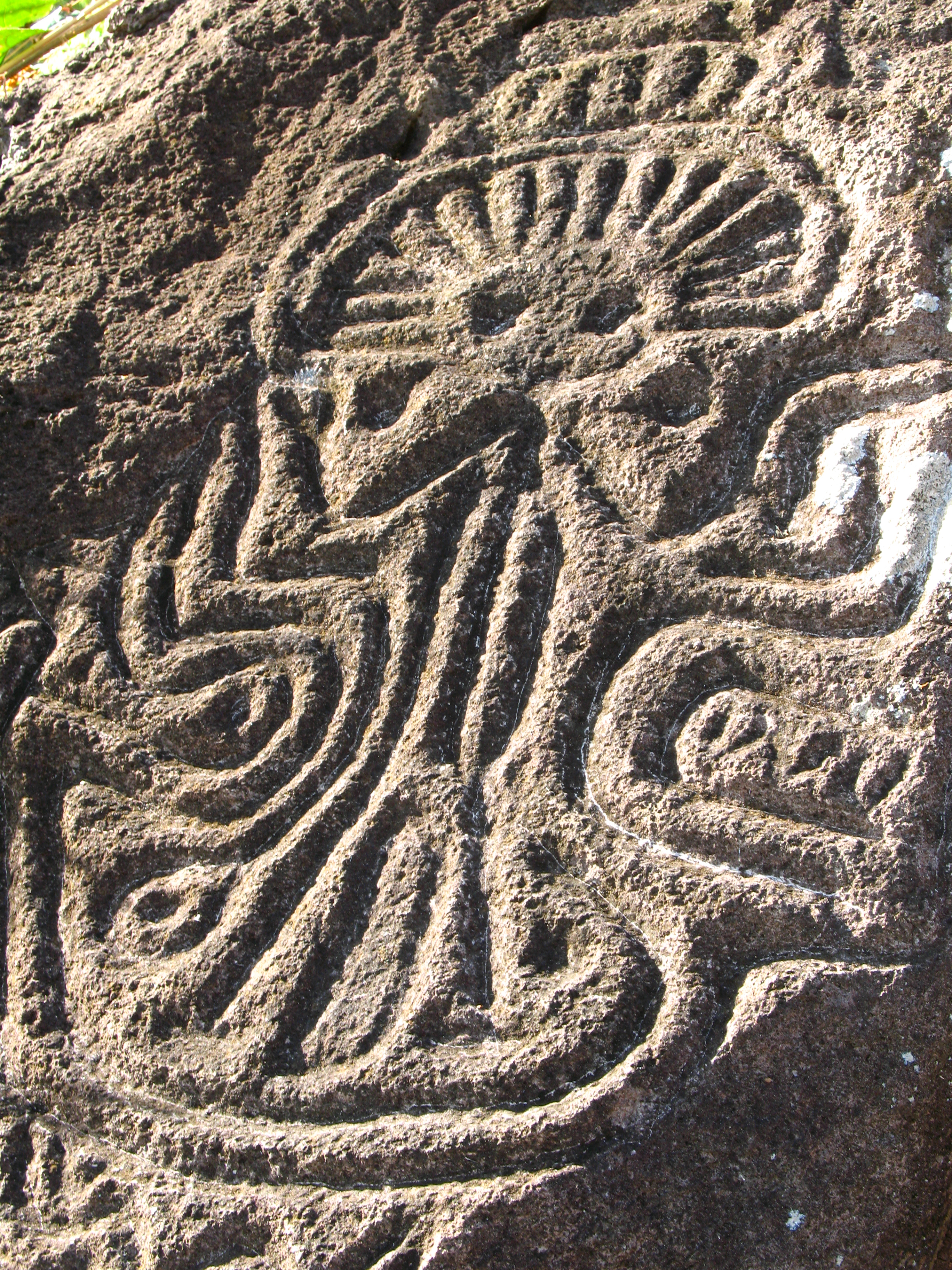
Pétroglyphe sur l'île d'Ometepe (Nicaragua)
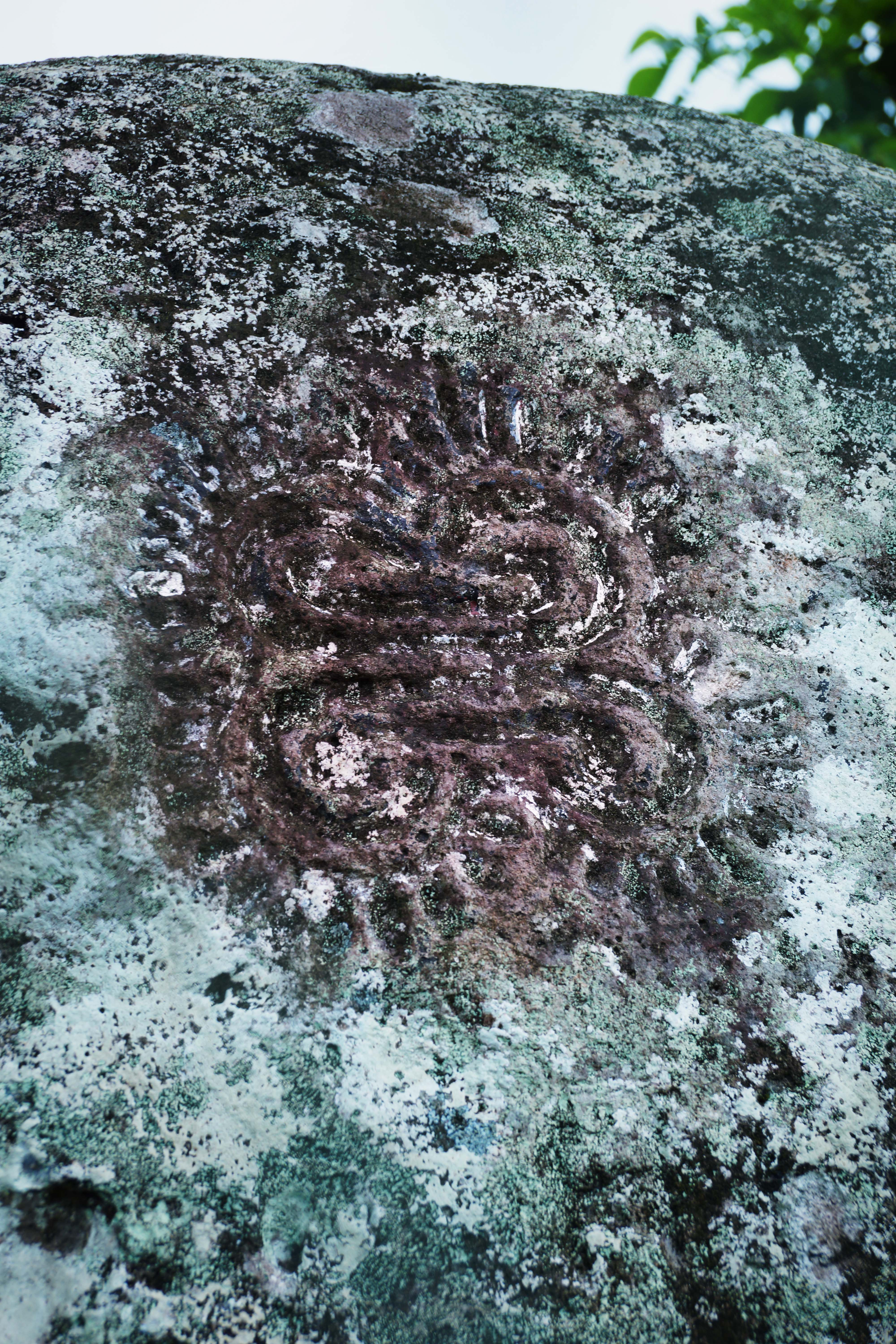
Piedras pintadas (Panama)

#### Costa Rica
- Monument national Guayabo, Cartago
- Rincón de la Vieja, Guanacaste

#### Guatemala
- Naj Tunich

#### Nicaragua
- Île d'Ometepe, dans le lac Nicaragua, Rivas :
  - Pétroglyphes d'El Ceibo, Musées El Ceibo (es)
  - Pétroglyphes d'Ometepe

### Antilles

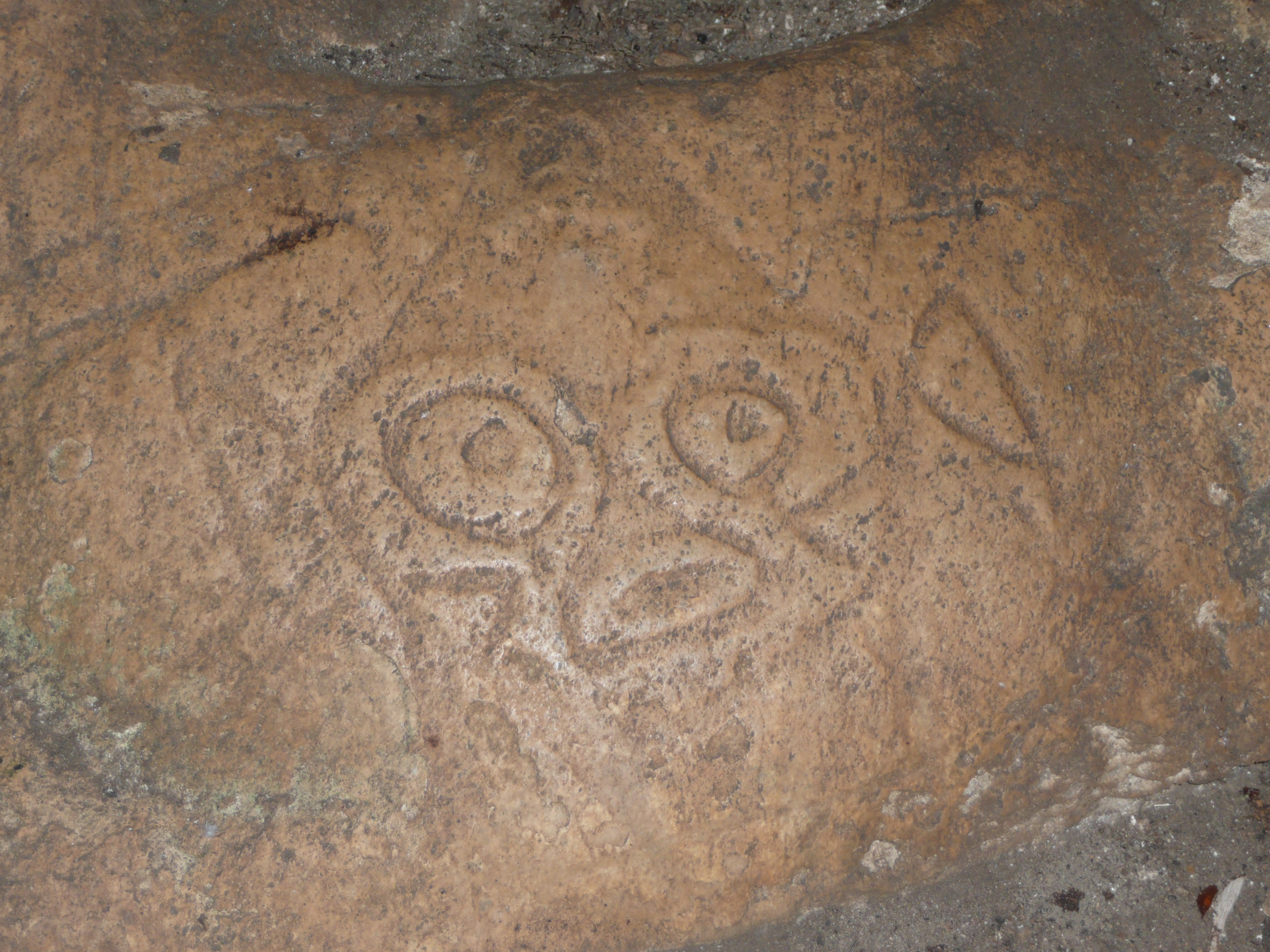
Parc national Los Haitises (Rép. dominicaine)
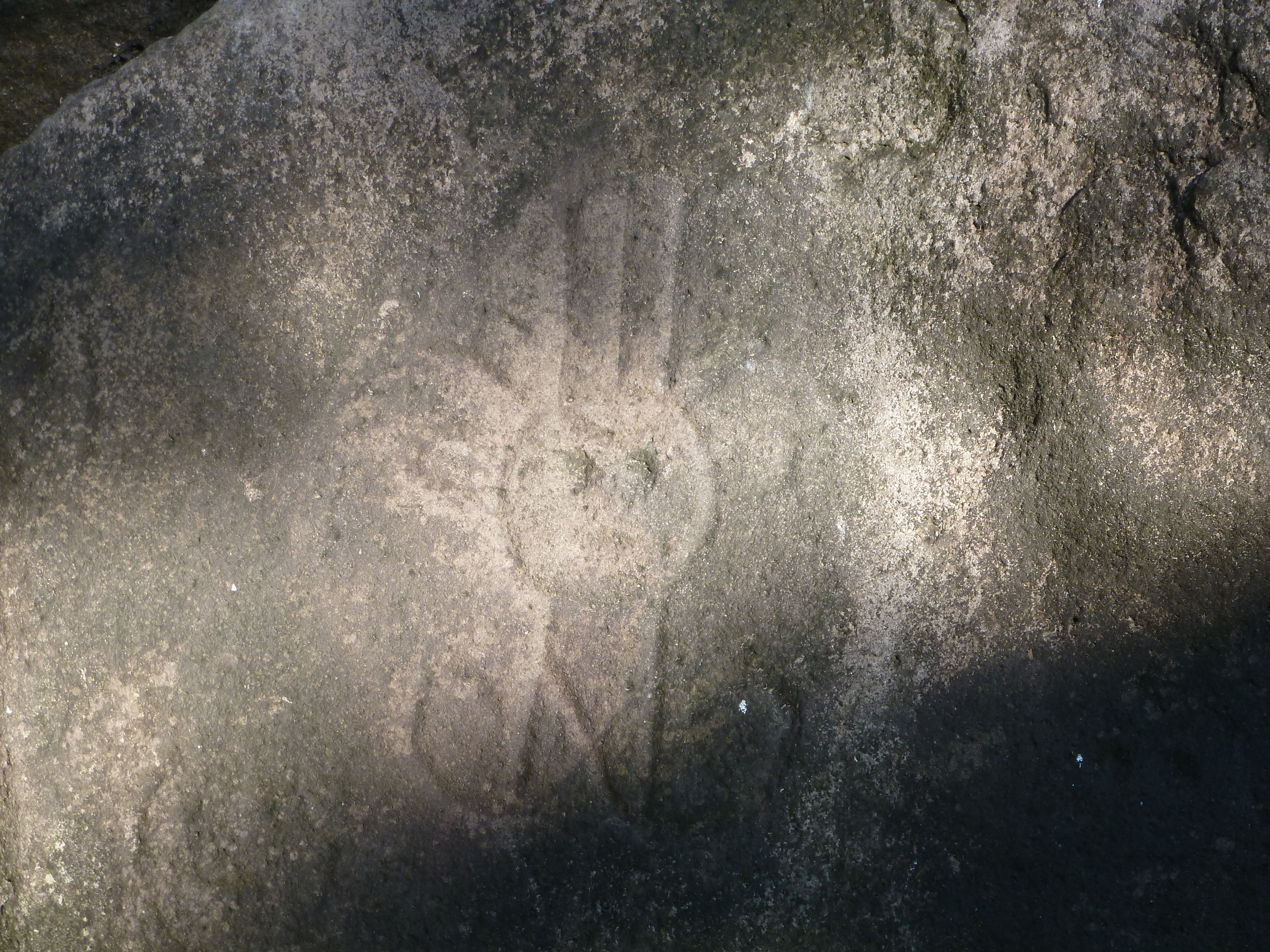
Roche gravée, Trois-Rivières (Guadeloupe)
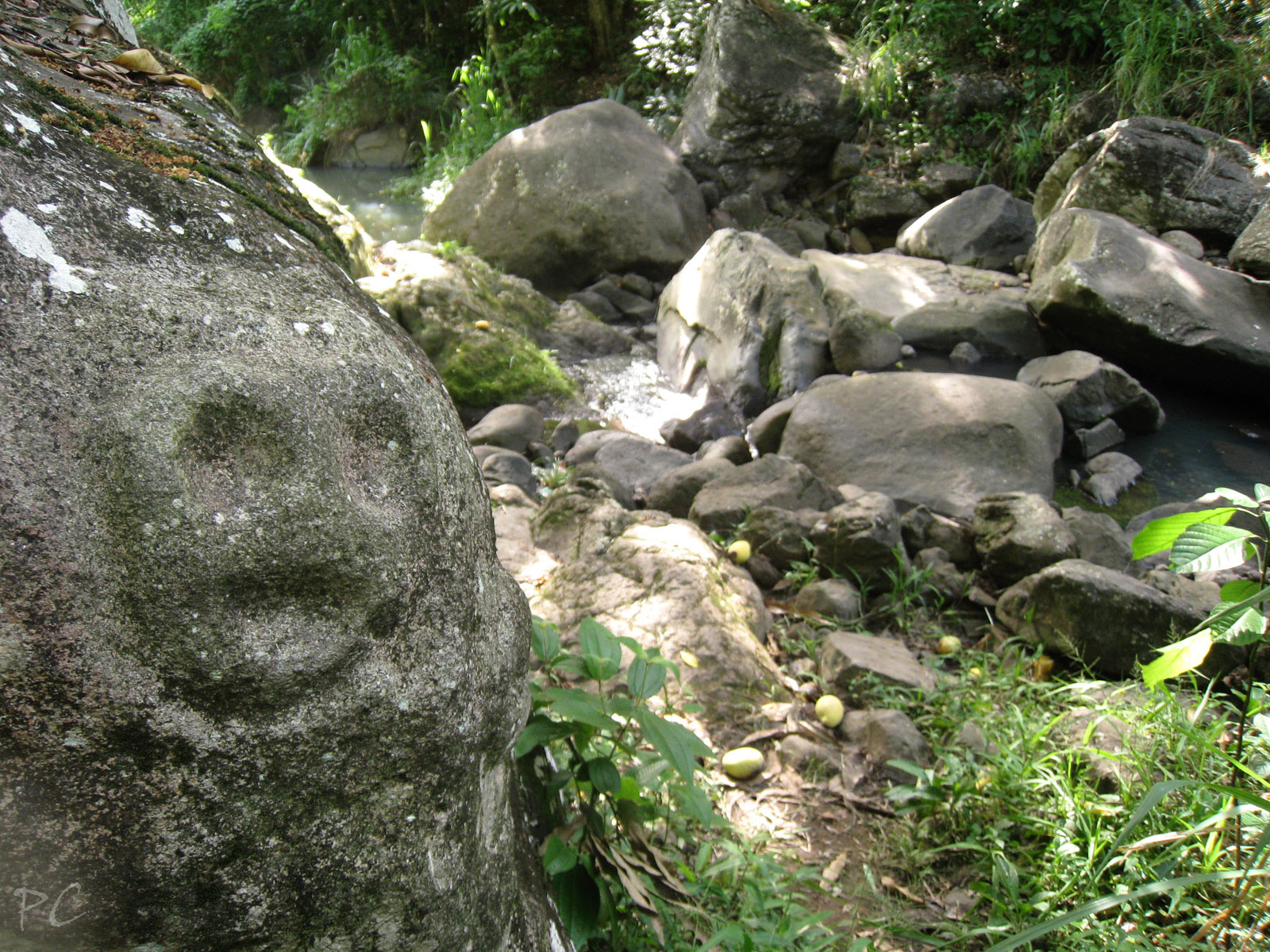
Pétroglyphe arawak (rivière Plessis, Guadeloupe)
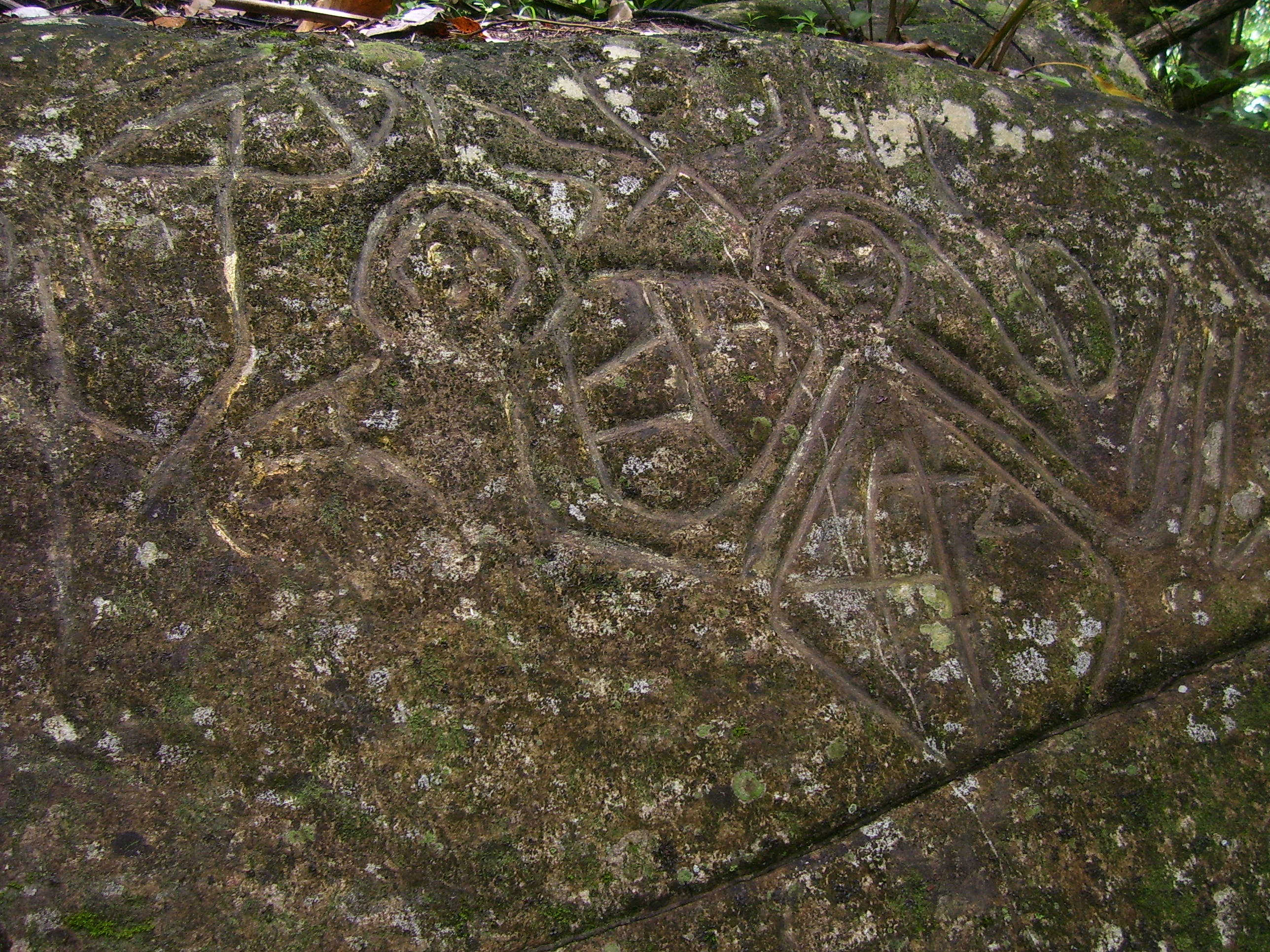
Caurita (Trinité)

#### Aruba
- Parc national d'Arikok (en)
- Formations rocheuses d'Ayo et Casabari (en)
- Grottes de Quadiriki

#### Grenade
- Pétroglyphes du Mont Rich (en)

#### Guadeloupe
De nombreux pétroglyphes sont présents en Guadeloupe, avec en particulier le plus important site situé sur le territoire de la commune de Trois-Rivières sur Basse-Terre qui a créé un Parc archéologique des Roches gravées de Trois-Rivières. Sur la même commune existe aussi les Roches gravées précolombiennes de l'Anse des Galets. 
Les autres sites guadeloupéens sont le site des roches du Bananier dans la rivière du Bananier à Capesterre-Belle-Eau, ainsi que le site du Plessis dans la rivière du Plessis partagée entre Baillif et Vieux-Habitants et enfin, le site de la grotte de Morne-Rita à Capesterre-de-Marie-Galante sur l'île de Marie-Galante.
Tous ces sites sont classés au titre des monuments historiques de la Guadeloupe.

#### Saint-Martin  (Antilles françaises)
- Roche gravée précolombienne de Moho à Quartier-d'Orléans : Petit pétroglyphe amérindien.

#### Îles Vierges des États-Unis
- Saint John

#### Porto-Rico
Divers sites, dont 
- Site cérémonial de Caguana (en), à Utuado
- La Cueva del Indio, Arecibo
- La Piedra Escrita, Saliente River (en) Jayuya
- Centre cérémoniel indigène de Tibes (en), à Barrio Tibes, Ponce

#### République dominicaine
- Parc national Los Haitises
- Grotte des Merveilles de saint-Pierre de Macoris (es), à San Pedro de Macorís
- Las Caritas (es), près du lac Enriquillo
- Los Tres Ojos (es), Santo Domingo
- Grottes Pomier (en)

#### Saint-Christophe-et-Niévès
- Pétroglyphes de Carib (Arawaks), Wingfield Manor Estate, Saint-Christophe

#### Trinité-et-Tobago
- Caurita

### Amérique du Sud

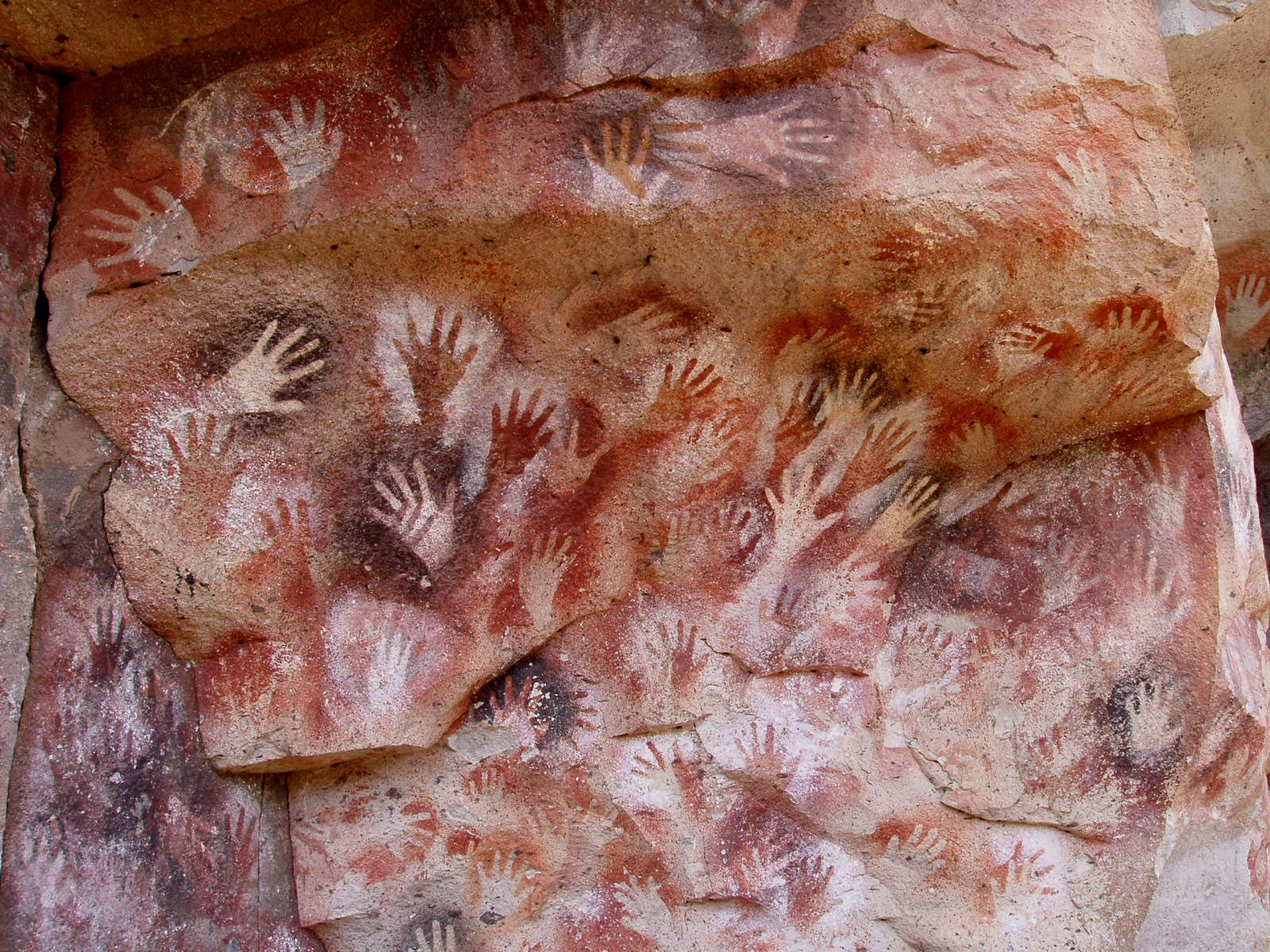
Cueva de las Manos (Argentine)
El Abra (Colombie)
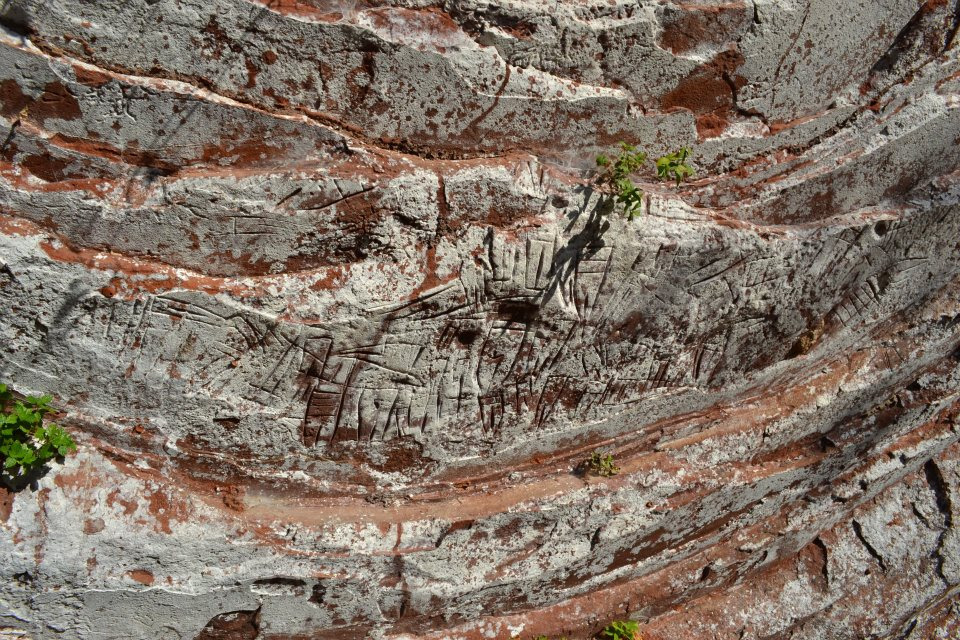
Symboles de fertilité, appelés localement « Ita Letra » par le  peuple Panambi'y, dans un abri naturel d'Amambay (Paraguay)
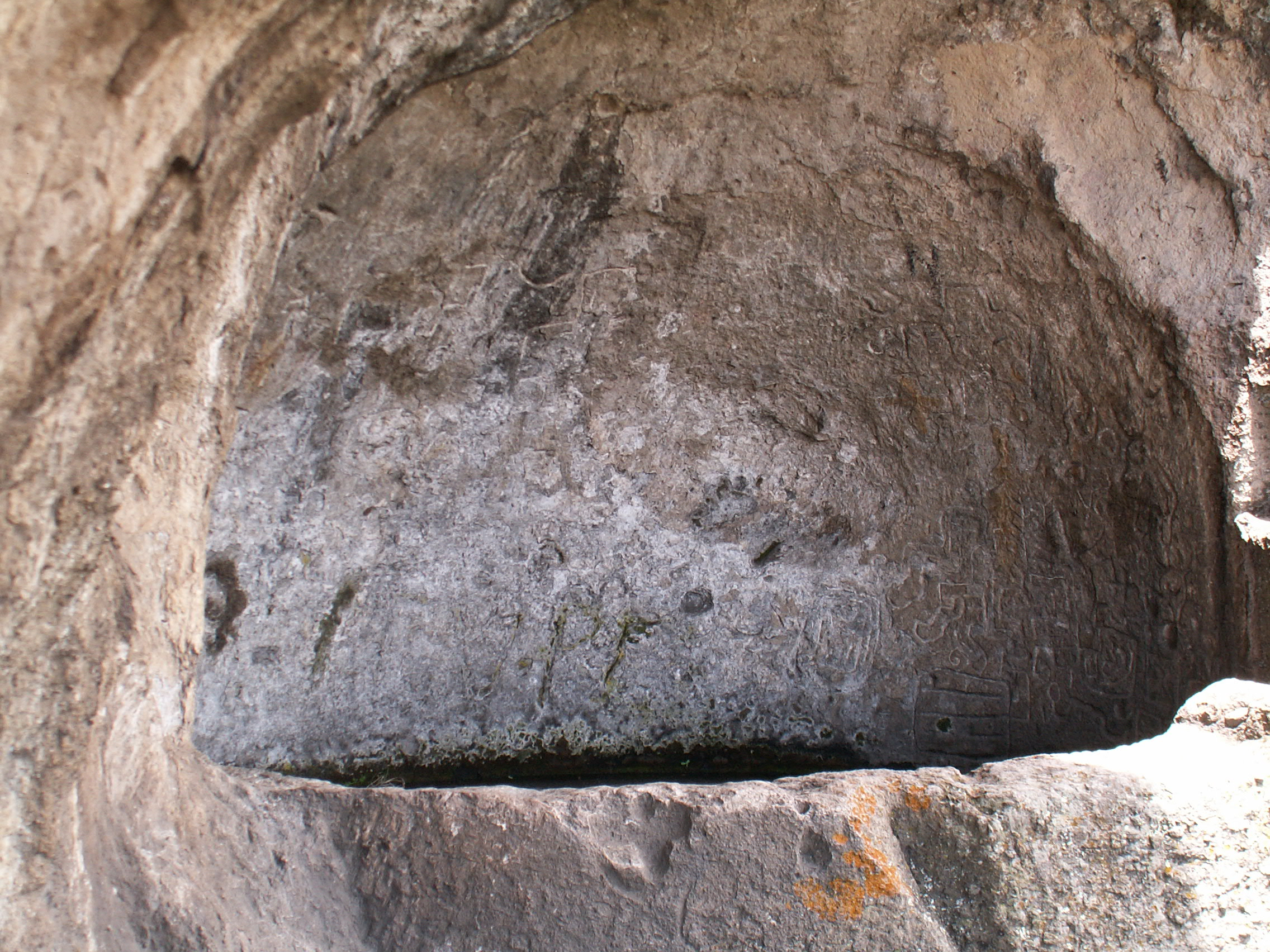
Cumbe Mayo, Cajamarca (Pérou)

#### Argentine
- Cueva de las Manos, Santa Cruz[11]
- Parc national Talampaya, La Rioja[12]

#### Bolivie
- Fuerte de Samaipata

#### Brésil
- Costao do Santinho, Santa Catarina
- Ivolândia, Goiás
- Lagoa Santa, Minas Gerais
- Lapa do Santo[13]
- Pierre d'Inga, Paraíba
- Parc national de la Serra da Capivara, Piauí[14]
- Parc national de Vale do Catimbau, Pernambouc

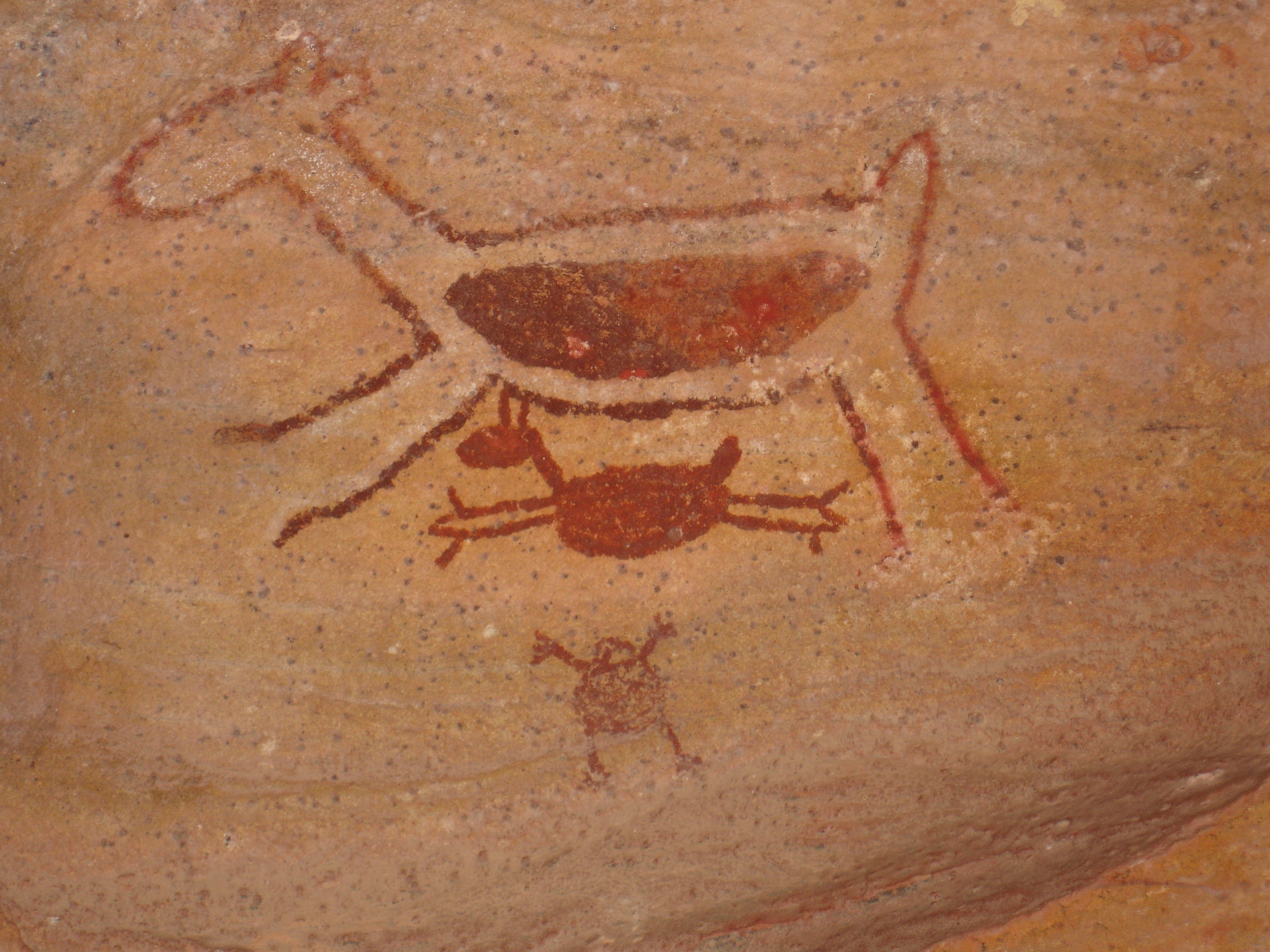
Parc national de la Serra da Capivara, Piauí
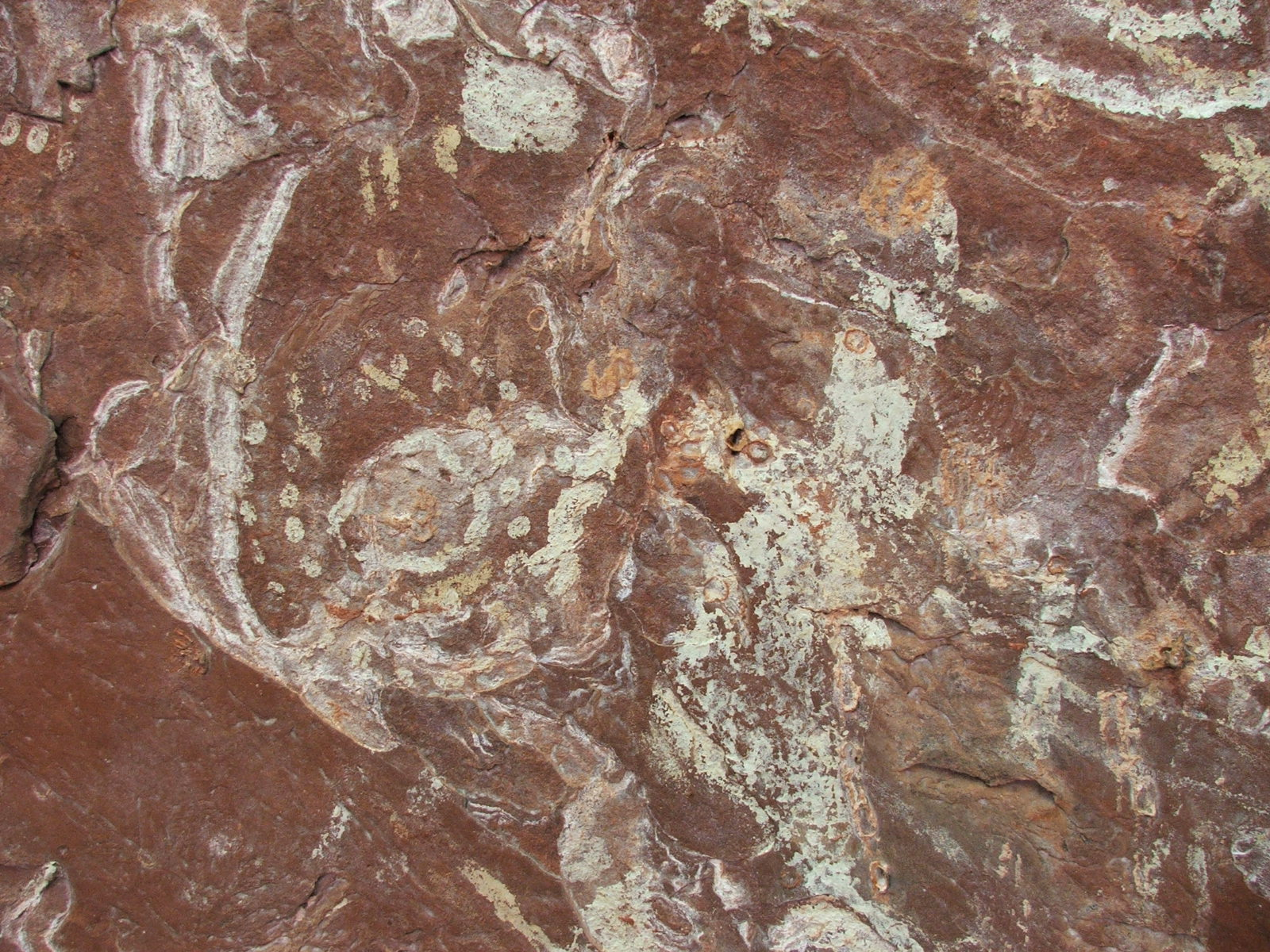
Ivolândia, Goiás, Brazil
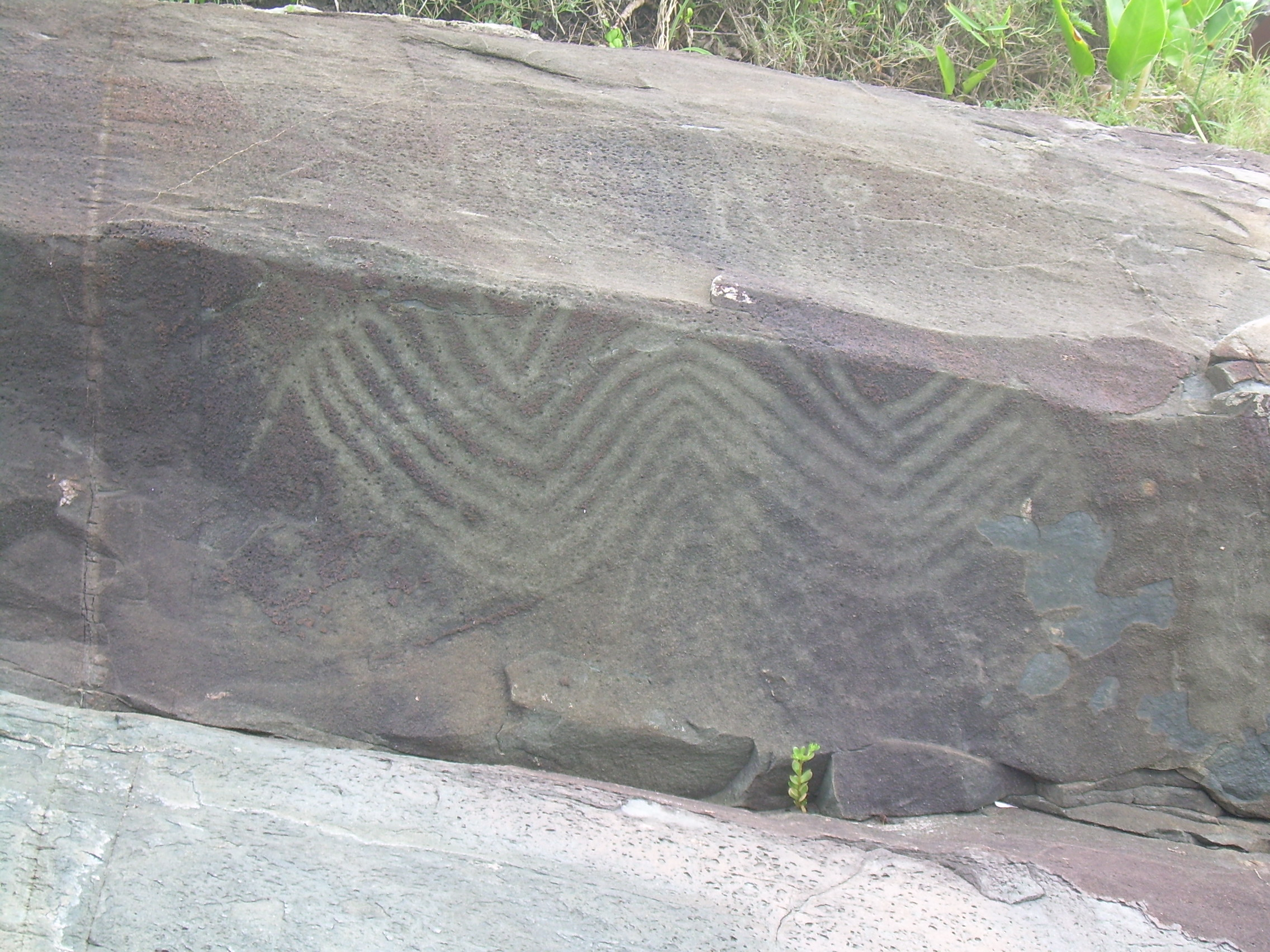
Costao do Santinho, Santa Catarina

#### Chili
Parmi les nombreux sites,
- Rincón las Chilcas, Combarbalá
- La Silla, Coquimbo
- Ofragía, Camarones, Région d'Arica et Parinacota
- Sendero El Colihue, Canela, Région de Coquimbo
- Valle del Encanto, Ovalle, Région de Coquimbo
- Cerro Paidahuén, San Esteban, Région de Valparaiso
- Île de Pâques

#### Colombie
- El Abra, Cundinamarca[16]
- Inírida
- Serranía de La Lindosa
- Parc archéologique de San Agustín
- Parc national naturel de la Serranía de Chiribiquete
- Támesis (Antioquia)

#### Équateur
- Limón Indanza

#### Paraguay
- Département d'Amambay

#### Pérou
- District de Balsapuerto (es)
- Cumbe Mayo, Cajamarca
- Pétroglyphes de Jinkiori, Cuzco
- Pétroglyphes de Miculla (désert de San Francisco, département de Tacna, extrême sud)
- District de Pátapo (es) (nord)
- Pétroglyphes de Pusharo, parc national de Manú, Madre de Dios (ouest)
- Pétroglyphes de Quiaca, Puno
- site de Toro Muerto (sud, culture huari)
- Quebrada los Boliches o Pipochinos

#### Suriname
- Bassin du Corantijn (en)

#### Venezuela
- Caicara del Orinoco[17], Bolívar
- Parc archéologique de Piedra Pintada (es)
- Taima-Taima (nord-ouest)
- Parc national Morrocoy (es) (nord-ouest)
- La Cumaca (es) (arawaks et caribes)